# ستيفان جامبو
ستيفان جامبو (بالألمانية: Stefan Jambo)‏ هو لاعب كرة قدم ألماني في مركز الوسط، ولد في 2 أغسطس 1958 في شيفرشتات في ألمانيا. لعب مع ماينتس 05 ونادي ساربروكن ونادي سترومسغودست ونادي ميوندالن ونادي نورنبرغ ونادي هامبورغ 08.

## وصلات خارجية
- ستيفان جامبو على موقع قاعدة بيانات كرة القدم.إي يو (الإنجليزية)
- ستيفان جامبو على موقع عالم كرة القدم.نت (الإنجليزية)